# Please Don't Go (Mike Posner)
Please Don't Go è un brano musicale scritto e prodotto da Mike Posner e Benny Blanco, e pubblicato come secondo singolo estratto dall'album 31 Minutes to Takeoff di Mike Posner. Il singolo è stato pubblicato il 22 novembre 2010 dalla J Records.

## Tracce
Promo Digital Jive - (Sony)
1. Please Don't Go - 3:16

## Classifiche
| Classifica (2010) | Posizione massima |
| ----------------- | ----------------- |
| Canada            | 23                |
| Nuova Zelanda     | 19                |
| Stati Uniti       | 17                |